# Thalheim an der Thur
Thalheim an der Thur (do 1878 Dorlikon) – miejscowość i gmina (Politische Gemeinde) w północnej Szwajcarii, w kantonie Zurych, w okręgu (Bezirk) Andelfingen. Leży nad rzeką Thur.

## Demografia
W Thalheim an der Thur mieszka 977 osób. W 2021 roku 19,5% populacji gminy stanowiły osoby urodzone poza Szwajcarią.